# レガシー (映画)
『レガシー』（原題：The Legacy）は、1978年制作のイギリス、アメリカ合衆国のホラー映画。リチャード・マーカンドの監督デビュー作品。キャサリン・ロスとサム・エリオットは本作での共演が縁で結婚した。日本での配給は当初はCICにするつもりだったが東宝東和に変更された。

## あらすじ
ロサンゼルスで建築デザイナーをしているマーガレットは、仕事の依頼を受けて恋人のピートと共にロンドンヘ向かうがその道中、前方からきたロールス・ロイスと接触事故を起こす。
ロールス・ロイスに乗っていた紳士ジェイソンは、2人を自分の屋敷に招く。そこはロンドン郊外に建つスチュアート朝の大邸宅で、家政婦のアダムズは親切そうな半面、どことなく不気味な印象だった。
やがて、屋敷に次々と来客がやってくる。彼らは皆ヨーロッパ各国から来た各界の大物で、皆ジェイソンと同じ銀の指輪をはめていた。すると、その来客たちが次々と不審な死を遂げていく。恐れをなしたマーガレットとピートは屋敷から逃げ出そうとするが、謎の力によって軟禁状態にされてしまう。
そして、2人にも魔の手が忍び寄ってくる。16世紀、この館の女主人マギー・ウォルシンガムが火刑に処せられ、私生児のジェイソンがマギーの魔力を受け継いでいた。だが、自分の魔力が尽きつつあることを悟ったジェイソンは、すべての権力と富をマギーと瓜二つのマーガレットに与えようとしていたのだ。

## キャスト
| 役名                         | 俳優                     | 日本語吹替 | 日本語吹替   |
| 役名                         | 俳優                     | TBS版      | テレビ朝日版 |
| ---------------------------- | ------------------------ | ---------- | ------------ |
| マーガレット・ウォルシュ     | キャサリン・ロス         | 鈴木弘子   | 弥永和子     |
| ピート                       | サム・エリオット         | 森川公也   | 有川博       |
| クライヴ                     | ロジャー・ダルトリー     |            | 曽我部和恭   |
| ジェイソン・マウントオリーヴ | ジョン・スタンディング   |            | 嶋俊介       |
| ハリー                       | イアン・ホッグ           |            |              |
| カール                       | チャールズ・グレイ       |            | 筈見純       |
| ジャック                     | リー・モンタギュー       |            | 阪脩         |
| バーバラ                     | ヒルデガード・ニール     |            | 吉田理保子   |
| マリア                       | マリアンヌ・ブルーム     |            |              |
| アダムズ                     | マーガレット・タイザック |            | 里見京子     |

- TBS版：初回放送1981年4月27日『月曜ロードショー』
- テレビ朝日版：初回放送1986年11月30日『日曜洋画劇場』